# Майоровка (Львов)

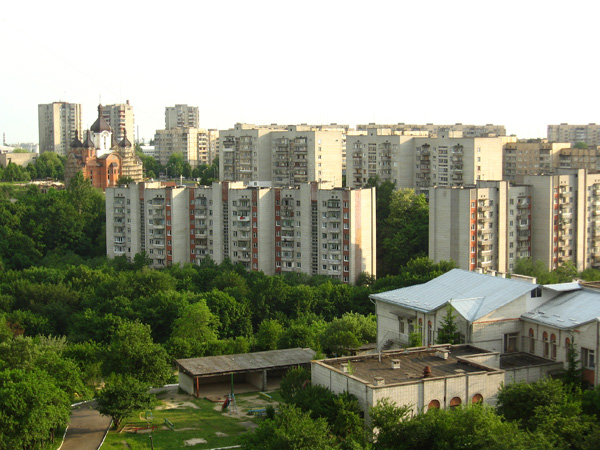
Микрорайон Майоровка во Львове, 2007 год

Майоровка (укр. Майорівка или Маєрівка) — местность Лычаковского района Львова улице Пасечной и южнее улицы Таджикской.

## История
Название «Майоровка» трансформировалась от «Маєрівка», что, в свою очередь, произошло от фамилии владельца здешних земель Йозефа Майера.
Маєрівка — поместье ботаника Йозефа Майера, который перебрался сюда в середине XIX в. с Краковского предместья (современной ул. Сечевых Стрельцов). В 1870—1880-х годах австрийской армией здесь построены форты. Остатки земляных укреплений пятиугольной формы на участке 75×60 м сохранились в лесном массиве. В 1930-х Майоровку приобрел Андрей Шептицкий и создал здесь дом отдыха для студентов Львовской греко-католической Богословской семинарии и академии.

## Церкви
- Рождества Иоанна Крестителя
- Благовещение